# CAI, Cima
CAI, Cima är en bergstopp i Antarktis. Den ligger i Västantarktis. Chile gör anspråk på området. Toppen på CAI, Cima är 1 840 meter över havet.
Terrängen runt CAI, Cima är varierad. CAI, Cima är den högsta punkten i trakten. Trakten är obefolkad. Det finns inga samhällen i närheten. 